# Форино
 Тази статия е за селото в Северна Македония.  За града в Италия вижте Форино (Италия).  
Форино (на македонска литературна норма: Форино; на албански: Forina) е село в Северна Македония, в община Гостивар.

## География
Селото е разположено в областта Горни Полог на 4 километра североизточно от град Гостивар на десния бряг на Вардар в подножието на Сува гора.

## История
В XIX век Форино е село в Гостиварска нахия на Тетовска кааза на Османската империя. Андрей Стоянов, учителствал в Тетово от 1886 до 1894 година, пише за селото:
| „ | С. Форино — има 50 арнаутски и само 3 български кѫщи. Въ Форино има 1 джамия и църковище, което се казва Св. Никола. | “ |

Според Васил Кънчов селото през втората половина на века е изселено и е заето от албанци. Според статистиката му („Македония. Етнография и статистика“) в 1900 година Форино (Флорино) има 30 жители българи християни и 560 арнаути мохамедани.
В 1913 година селото попада в Сърбия. Според Афанасий Селишчев в 1929 година Форино е село в Чегранска община в Горноположкия срез и има 129 къщи с 820 жители албанци.
От 18 декември 1996 и до края на 2004 година селото Форино е част от община Чегране, а след това е присъединено към община Гостивар.
Според преброяването от 2002 година селото има 4652 жители.
| Националност | Всичко |
| македонци    | 0      |
| албанци      | 4624   |
| турци        | 0      |
| роми         | 0      |
| власи        | 0      |
| сърби        | 1      |
| бошняци      | 1      |
| други        | 26     |

## Личности
Родени във Форино
- Талат Джафери (р.1962), председател на събранието на Северна Македония